# Meámbar
Meámbar é uma cidade hondurenha do departamento de Comayagua, América Central. Seu clima é tropical com estação seca. A população é de 1801 habitantes.
Possui uma das reservas naturais mais bonitas e ricas em biodiversidades da fauna e da flora de Comayagua, o Parque Nacional Cerro Azul Meámbar (PANACAM).